# Ophthalmolabus
Ophthalmolabus es un género de coleóptero de la familia Attelabidae.

## Especies
Las especies de este género son:
- Ophthalmolabus goudotii
  - Ophthalmolabus goudotii goudotii
  - Ophthalmolabus goudotii latirostris
- Ophthalmolabus janthinus
- Ophthalmolabus kwadasonsis
- Ophthalmolabus parilis
- Ophthalmolabus ruber
- Ophthalmolabus senegalensis
- Ophthalmolabus cyaneus
- Ophthalmolabus distinctus
- Ophthalmolabus spondiae
- Ophthalmolabus togoensis
- Ophthalmolabus aeneicollis
- Ophthalmolabus ednroedyi
- Ophthalmolabus guineensis
- Ophthalmolabus hildebrandti
- Ophthalmolabus ilaegiae
- Ophthalmolabus monticolus
- Ophthalmolabus morio
- Ophthalmolabus occidentalis
- Ophthalmolabus schoutedeni
- Ophthalmolabus semiviolaceus
- Ophthalmolabus ukerewensis
- Ophthalmolabus wittei